# Peder Oluf Pedersen
Peder Oluf Pedersen (Sig, Varde, 19 juni 1874 – Kopenhagen, 30 augustus 1941) was een Deens ingenieur en natuurkundige. Hij is vooral bekend van zijn samenwerking met Valdemar Poulsen in de ontwikkeling van de telegrafoon en de Poulsen boogzender.

## Biografie
Pederson was de enige zoon van de Deense boer Peder Pedersen en Anne Villadsen. In 1889 stuurde hij naar de Deense koning Christiaan IX enkele voorstellen voor een perpetuum mobile en een rekenmachine. De koning was hiervan zo onder de indruk dat hij, na de nodige vooropleiding, op een koninklijke studiebeurs verder mocht studeren aan de Technische Universiteit van Denemarken (Den Polytekniske Læreanstalt) in Kopenhagen. In 1897 slaagde hij cum laude in de civiele techniek.
Al snel raakte Pedersen geïnteresseerd in elektrotechnisch onderzoek om in 1899 partner te worden van Poulsen bij diens uitvindingen van de telegrafoon en de booglampzender. Pedersen was hierin de theoreticus en Poulsen het creatieve brein. In 1909 werd hij benoemd tot assistent professor in de telegrafie, telefonie en radio aan de Technische Universiteit, om in 1912 professor, in 1922 directeur en van 1933 tot aan zijn overlijden rector te worden bij deze universiteit.
Pedersen publiceerde een groot aantal documenten over wetenschappelijke zaken zoals elektrofysica en elektrotechniek, hoofdzakelijk over experimenten die hijzelf uitvoerde.

## Erkenning
Pedersen was lid van diverse nationale en international wetenschappelijke organisaties, waaronder de Koninklijke Deense Akademie van Wetenschappen, de American Institute of Electrical Engineers (AIEE) en Institution of Electrical Engineers (IEE) van Groot-Brittannië.
Ter verdienste van zijn werk mocht hij de volgende belangrijke onderscheidingen in ontvangst nemen:
- Gouden Medaille (1907) van de Koninklijke Deens Academie van Wetenschappen
- H.C. Oersted Medaille (1927)
- IEEE Medal of Honor (1930) van de Institute of Radio Engineers (de latere IEEE).

- Bibsys: 1089258
- Gemeinsame Normdatei: 170926532
- International Standard Name Identifier: 0000 0000 4912 5788
- Library of Congress Control Number: nr93031655
- Bibliotheek van het Japanse parlement: 00551212
- Nederlandse Thesaurus van Auteursnamen: 131418645
- LIBRIS: 336564
- Système universitaire de documentation: 082067147
- Virtual International Authority File: 44173007